# Федеральная пограничная служба Российской Федерации
Федера́льная пограни́чная слу́жба Росси́йской Федера́ции (ФПС России, неофиц. ФПС РФ) — федеральный орган исполнительной власти (федеральная служба), существовавший в 1993—2003 годах, специально уполномоченный осуществлять руководство и управление пограничными войсками, органами и организациями пограничной службы с целью защиты и охраны государственной границы, внутренних морских вод, территориального моря, исключительной экономической зоны, континентального шельфа Российской Федерации и их природных ресурсов.
С 30 декабря 1993 года по 11 марта 2003 года Федеральная пограничная служба Российской Федерации существовала как федеральный орган исполнительной власти, осуществлявший решение задач по обеспечению государственной безопасности Российской Федерации в пределах своих полномочий. Директор ФПС России находился в прямом подчинении Президента Российской Федерации. С 30 декабря 1993 года данная федеральная служба называлась Федеральная пограничная служба — Главное командование Пограничных войск Российской Федерации (ФПС — Главкомат). С 30 декабря 1994 года переименована в Федеральную пограничную службу Российской Федерации.
1 июля 2003 года указом Президента Российской Федерации от 11 марта 2003 года № 308 ФПС России была упразднена. Её функции переданы в ве́дение созданной тем же указом Пограничной службе ФСБ России (ПС ФСБ России), входящей в структуру Федеральной службы безопасности.

## История
3 декабря 1991 года КГБ СССР, структурной частью которого являлись пограничные войска КГБ СССР, был упразднён и разделён на 3 отдельных самостоятельных ведомства: Межреспубликанскую службу безопасности, Центральную службу разведки и Комитет по охране государственной границы СССР. Полномочия по охране государственной границы, наряду с рядом других полномочий, были переданы из КГБ СССР в новообразованный Комитет по охране государственной границы СССР, реорганизованный из Главного управления пограничных войск КГБ СССР. Пограничные войска являлись структурной частью Комитета по охране государственной границы СССР.
В 1992 году Комитет по охране государственной границы СССР упраздняется, за счёт численности Комитета и подчинённых ему войск образовываются Пограничные войска Российской Федерации в составе нового созданного органа государственной безопасности — Министерства безопасности Российской Федерации. Сложная политическая обстановка в стране, напряжённость на многих участках Государственной границы, появившаяся после распада СССР, вызвали необходимость создания самостоятельной специальной службы для осуществления решений задач по обеспечению государственной безопасности на Государственной границе Российской Федерации.
30 декабря 1993 года на базе пограничных войск и их органов управления, ранее входивших в состав упразднённого Министерства безопасности Российской Федерации, был образован самостоятельный федеральный орган исполнительной власти: Федеральная пограничная служба — Главное командование пограничных войск Российской Федерации (ФПС — Главкомат).
Ровно через год, 30 декабря 1994 года, Федеральная пограничная служба — Главное командование пограничных войск Российской Федерации была переименована в Федеральную пограничную службу Российской Федерации (ФПС России). Основной задачей ФПС России являлась организация и руководство деятельностью органов пограничной службы (включая Пограничные войска Российской Федерации) с целью выполнения задач по обеспечению государственной безопасности Российской Федерации. Директор ФПС России находился в прямом подчинении Президента Российской Федерации.
Деятельность ФПС предусмотрена Законом Российской Федерации «О Государственной границе Российской Федерации» (4730-I от 1 апреля 1993 года) с изменениями, внесенными федеральным законом 23-ФЗ от 10 августа 1994 года.
Положение о ФПС утверждено Указом Президента Российской Федерации № 232 от 2 марта 1995 года. Согласно Положению о ФПС от 2 марта 1995 года, она стала федеральным органом исполнительной власти, обеспечивавшим реализацию пограничной политики России, в том числе в сфере охраны континентального шельфа и экономической зоны.
На фоне тяжёлой экономической ситуации в стране во многих государственных правоохранительных органах, а также в пограничной службе возникли существенные проблемы с финансированием. В 1994 году потребности ФПС были удовлетворены на 75 %, в 1995 году — на 50 %, в 1996—1997 годах — на 37 %.
Основные статистические данные о границе и пограничных войсках приведены в статье А. Николаева в «Независимом военном обозрении», приложении к «Независимой газете» от 12 сентября 1996 года. Протяженность границ России — 60 932 км (из них сухопутные границы — 14,5 тыс. км). Пограничными стали 45 из 89 субъектов Российской Федерации.
Указом Президента РФ № 950 от 29 августа 1997 года на ФПС возложена охрана биологических ресурсов территориального моря, исключительной экономической зоны и континентального шельфа. Передача органов рыбоохраны из Минсельхозпрода в ФПС возложена на Правительство. Несколько ранее, 10 марта 1997 года, Указом Президента Российской Федерации № 197 Пограничные войска Российской Федерации были переименованы в пограничные войска ФПС России.
В 2000—2003 годах полномочия ФПС России и пограничных войск регулировались Федеральным законом № 55-ФЗ «О Пограничной службе Российской Федерации». Согласно данному закону, войска Пограничной службы (пограничные войска), а также органы и другие организации Пограничной службы, вместе с отвечающими за их управление специально уполномоченным федеральным органом исполнительной власти (ФПС России) и его территориальными органами, входили в состав государственной военной организации — Пограничной службы Российской Федерации.
11 марта 2003 года был издан Указ Президента Российской Федерации № 308 «О мерах по совершенствованию государственного управления в области безопасности Российской Федерации», которым была создана Пограничная служба ФСБ России, входящая в структуру Федеральной службы безопасности (ФСБ России). Согласно данному Указу, 1 июля 2003 года Федеральная пограничная служба как самостоятельный орган управления Пограничной службой Российской Федерации была упразднена. Этим же указом упразднялась и Пограничная служба Российской Федерации как государственная военная организация, её функции передавались ФСБ России — созданной в её структуре Пограничной службе ФСБ России, которую возглавляет Первый заместитель директора ФСБ России — руководитель Пограничной службы.

## Цели и задачи
Основными задачами Пограничной службы являлись:
- охрана и защита Государственной границы в целях недопущения противоправного изменения прохождения Государственной границы, обеспечения соблюдения физическими и юридическими лицами режима Государственной границы, пограничного режима и режима в пунктах пропуска через Государственную границу;
- охрана внутренних морских вод, территориального моря, исключительной экономической зоны, континентального шельфа Российской Федерации и их природных ресурсов в целях их сохранения, защиты и рационального использования, а также в целях защиты морской среды, экономических и иных законных интересов Российской Федерации;
- координация деятельности федеральных органов исполнительной власти, осуществляющих защиту и охрану Государственной границы, а также использования сил и средств федеральных органов исполнительной власти, осуществляющих охрану внутренних морских вод, территориального моря, исключительной экономической зоны и континентального шельфа Российской Федерации и их природных ресурсов;
- осуществление государственного контроля в сфере охраны морских биологических ресурсов.

## Структура

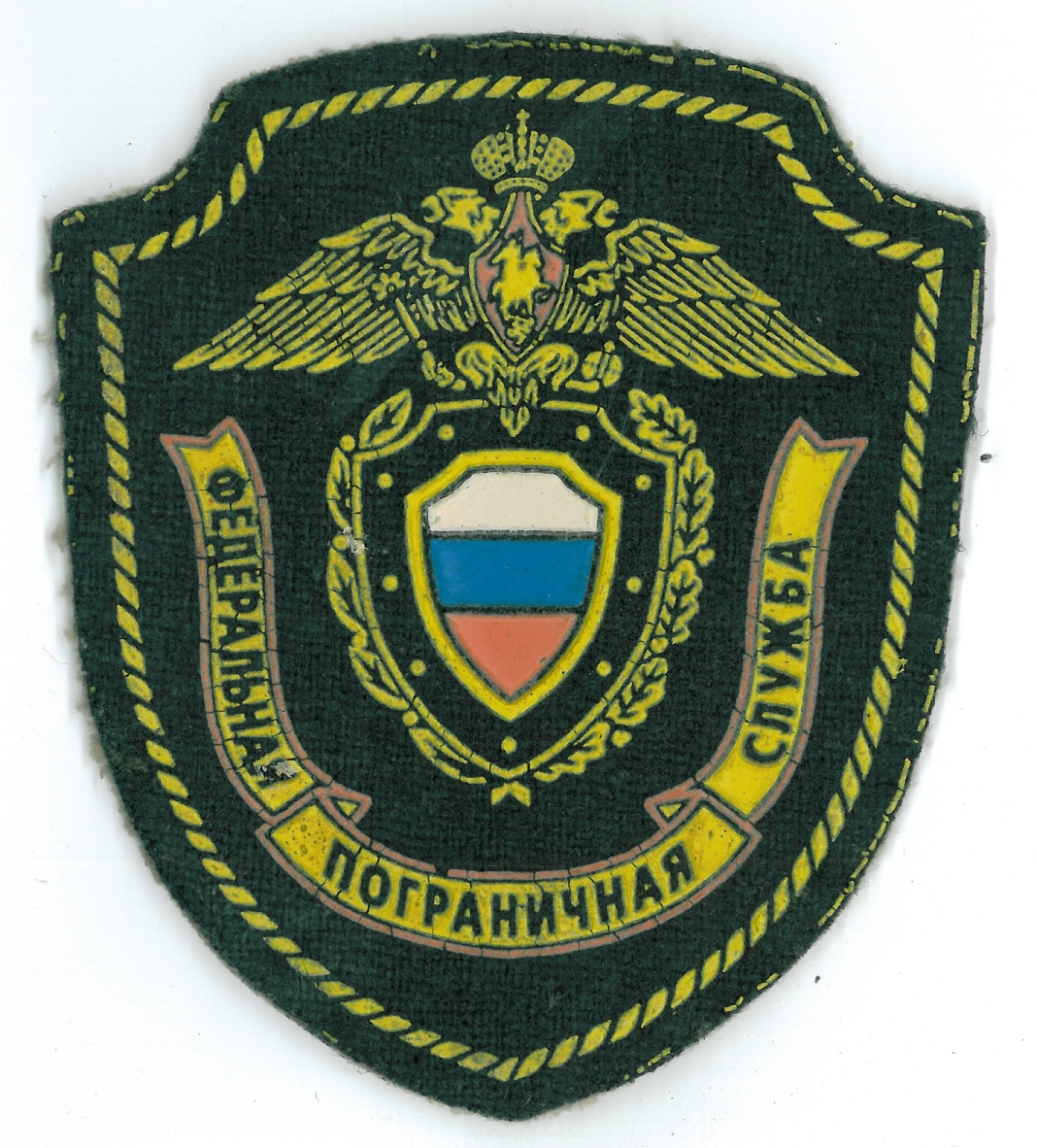
Нарукавный знак с эмблемой ФПС России 1995—2003 годов (нашивка на левый рукав).

### До 1997 года
Органы пограничной службы Российской Федерации, возглавляемые ФПС России (1995 год):
- Пограничные войска Российской Федерации;
- органы пограничного и других видов контроля;
- оперативные органы;
- органы обеспечения безопасности;
- учебные заведения, предприятия, учреждения и организации, находящиеся в подчинении ФПС России.

В состав Пограничных войск Российской Федерации входили:
- пограничные округа и пограничные группы (после 1998 года — региональные управления ФПС России)[14]:
  - пограничные отряды:
    - пограничные комендатуры:
      - пограничные заставы;

    - контрольно-пропускные пункты;
    - авиационные части пограничных войск;
    - морские части пограничных войск (после 1994 года — морские силы пограничных войск, после 1997 года — морская охрана ФПС России);
    - части тылового, технического и других видов обеспечения пограничных войск.

### 1997—2000 годы

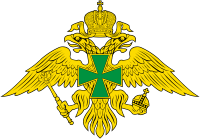
Эмблема органов пограничной службы и пограничных войск ФПС России с 23 июля 1997 года (вариант с изумрудным крестом на груди орла).

Указом № 732 от 19 июля 1997 внесены изменения и дополнения в Положение о ФПС, одновременно утверждены структура и состав органов и войск ФПС России. В структуру вошли:
- пограничные войска ФПС России;
- 5 категорий органов:
  - органы пограничного контроля,
  - орган внешней разведки,
  - оперативные органы, осуществляющие разведывательную, контрразведывательную, оперативно-розыскную деятельность, деятельность по обеспечению собственной безопасности системы ФПС России,
  - органы пограничной стражи,
  - органы морской охраны;
- 6 пограничных округов:
  - Северо-Западный пограничный округ,
  - Кавказский особый пограничный округ,
  - Забайкальский пограничный округ,
  - Дальневосточный пограничный округ,
  - Тихоокеанский пограничный округ,
  - Северо-Восточный пограничный округ;
- 1 региональное управление:
  - Региональное управление ФПС России (г. Челябинск);
- 3 внутренних пограничных группы:
  - Арктическая пограничная группа,
  - Калининградская пограничная группа,
  - Западная пограничная группа;
- 5 зарубежных пограничных групп:
  - Оперативная группа ФПС России в Республике Белоруссия,
  - Оперативная группа ФПС России в Республике Казахстан,
  - Оперативная группа ФПС России в Туркменистане,
  - Пограничная группа ФПС России в Киргизской Республике,
  - Пограничная группа ФПС России в Республике Таджикистан;
- 8 военных образовательных учреждений профессионального образования:
  - Академия ФПС России,
  - Военно-медицинский институт ФПС России при Нижегородской государственной медицинской академии,
  - Московский военный институт ФПС России,
  - Голицынский военный институт ФПС России,
  - Калининградский военный институт ФПС России,
  - Курганский военный институт ФПС России,
  - Хабаровский военный институт ФПС России,
  - Первый кадетский корпус ФПС России;
- предприятия, учреждения и организации, находящиеся в подчинении ФПС России:
  - лечебно-оздоровительные учреждения ФПС России,
  - ремонтные заводы,
  - части тылового, технического и других видов обеспечения.

8 декабря 1997 года Президентом Российской Федерации был принят Указ № 1275 «О дополнительных мерах по реформированию системы Федеральной пограничной службы Российской Федерации». По данному указу все пограничные округа и 3 внутренних пограничных группы в 1998 году были преобразованы в региональные управления Федеральной пограничной службы Российской Федерации.
Названия региональных управлений и города в которых они дислоцировались:
1. Арктическое региональное управление ФПС России (Мурманск) — бывшая Арктическая пограничная группа до 1998 года[14];
2. Северо-Западное региональное управление ФПС России (Санкт-Петербург);
3. Калининградское региональное управление ФПС России (Калининград) — бывшая Калининградская пограничная группа до 1998 года;
4. Западное региональное управление ФПС России (Воронеж) — бывшая Западная пограничная группа до 1998 года;
5. Северо-Кавказское региональное управление ФПС России (Ставрополь);
6. Юго-Восточное региональное управление ФПС России (Челябинск) — преобразовано в 1998 году из Регионального управления ФПС России (г. Челябинск);
7. Забайкальское региональное управление ФПС России (Чита);
8. Дальневосточное региональное управление ФПС России (Хабаровск);
9. Тихоокеанское региональное управление ФПС России (Владивосток).
10. Северо-Восточное региональное управление ФПС России (Петропавловск-Камчатский);

Названия пограничных групп и местоположения, в которых они дислоцировались:
1. Арктическая пограничная группа (Воркута) — до 1998 года[14];
2. Калининградская пограничная группа (Калининград) — до 1998 года;
3. Западная пограничная группа (Воронеж) — до 1998 года;
4. Оперативная группа ФПС России в Республике Белоруссия (Белоруссия);
5. Оперативная группа ФПС России в Республике Казахстан (Казахстан);
6. Оперативная группа ФПС России в Туркменистане (Туркменистан);
7. Пограничная группа ФПС России в Киргизской Республике (Киргизия);
8. Пограничная группа ФПС России в Республике Таджикистан (Таджикистан).

### После 2000 года
Состав Пограничной службы Российской Федерации:
- Федеральная пограничная служба Российской Федерации — специально уполномоченный федеральный орган исполнительной власти по пограничной службе;
- войска Пограничной службы (пограничные войска);
- органы Пограничной службы;
- организации Пограничной службы (предприятия, образовательные учреждения профессионального образования, научно-исследовательские, экспертные, военно-медицинские организации, учебные центры, центры специальной подготовки и иные организации Пограничной службы).

### Формирования специального назначения
В середине 1990-х годов возникла острая необходимость создания штатных подразделений специального назначения Федеральной пограничной службы. 17 мая 1994 года директор ФПС, Андрей Николаев подписал приказ о создании специальных подразделений пограничных войск, к которым относились подразделения группы «С» («Сигма»), разведывательные взводы (ВВР) в составе ДШМГ и ММГ и отдельные группы специальной разведки (ОГСпР), находившиеся в подчинении штабов пограничных округов (с 1997 года — региональных управлений).

### Авиация пограничных войск

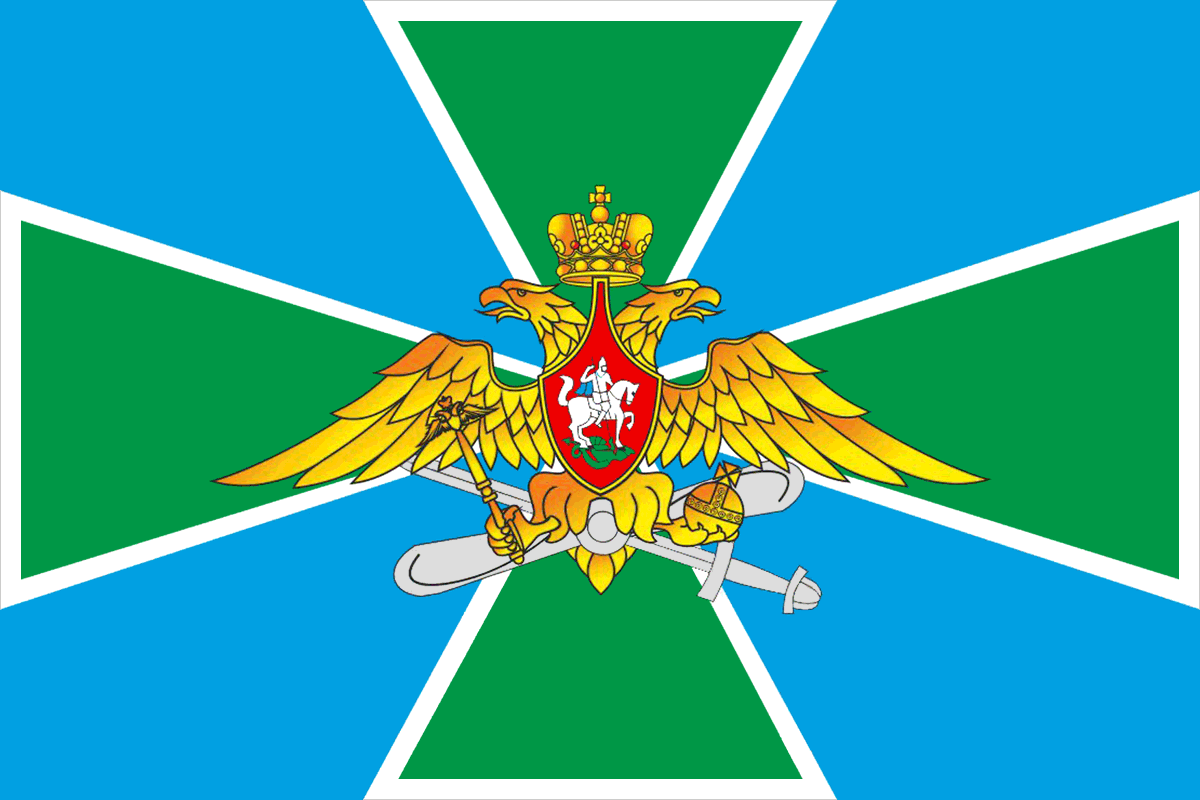
Флаг авиации ФПС России с 3 июля 1999 года.

Начиная с 1994 года, авиация пограничных войск, находящаяся к тому времени в составе ФПС России, принимала активное участие в первой и второй чеченских кампаниях. Одной из самых крупных операций было авиационное обеспечение Итум-Калинского десанта с целью выставления пограничных застав для охраны российско-грузинской границы между Чечнёй и Грузией, в Аргунском ущелье, которое активно использовалось боевиками для переброски из Грузии подкреплений, оружия, боеприпасов, медикаментов и амуниции.
В 1996—1997 годах ФПС России располагала 26 авиационными частями, на вооружении которых было 250 многоцелевых вертолётов и более 60 самолётов. Эксплуатировалось 4 типа самолётов (Ан-24, Ан-26, Ан-72, Ил-76) и 5 типов вертолётов (Ка-27, Ка-29, Ми-8, Ми-24, Ми-26). Органом управления авиационными частями пограничных войск являлся Департамент авиации ФПС России, образованный на основе бывшего Авиационного управления в аппарате командующего Пограничными войсками Российской Федерации в составе МБРФ. Тем не менее, период первого десятилетия после распада СССР оказался чрезвычайно сложным для авиации пограничных войск — за это время в её состав не поступило ни одного современного самолёта или вертолёта.
После упразднения ФПС России в 2003 году и передачи пограничных войск в ве́дение ФСБ России, авиация пограничных войск была объединена с авиацией ФСБ России, которая на тот момент имела в своём составе сформированную в 1999—2000 годах Отдельную авиационную эскадрилью ФСБ России (после объединения с авиацией пограничных войск — Объединённый авиационный отряд специального назначения ФСБ России), после чего они стали единой структурой — авиацией ФСБ России, органом управления которой является Управление авиации ФСБ России.

### Корабли, катера и суда пограничных войск

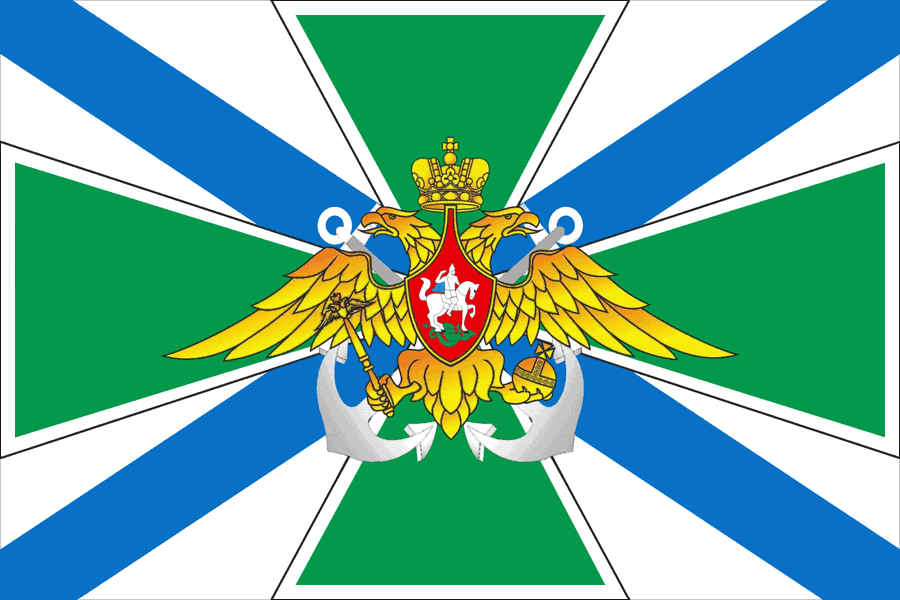
Флаг органов морской охраны ФПС России с 3 июля 1999 года.

Морская охрана ФПС России (МОХР ФПС России) начала формироваться на основе морских сил Пограничных войск Российской Федерации после указа Президента от 29 августа 1997 года «О мерах по обеспечению охраны морских биологических ресурсов и государственного контроля в этой сфере». Начальником Департамента морской охраны ФПС России был адмирал Иннокентий Налетов, а с 1999 по 2003 годы — вице-адмирал Валерий Логвиненко, заместитель Директора Федеральной пограничной службы Российской Федерации. В декабре 1997 года МОХР приняло из Министерства сельского хозяйства и продовольствия 40 судов рыбоохраны для охраны биоресурсов.

Флаг кораблей, катеров и судов Пограничных войск Российской Федерации (с 2005 года — пограничных органов) в 1993—2008 годах.

За период с 1997 по 2001 годы из списков погранвойск было исключено 339 кораблей и катеров, в том числе не выслуживших и половины срока эксплуатации. Морские части не могли в полном объёме и на должном уровне выполнять поставленные задачи. Коэффициент использования корабельного состава резко снизился. Большая часть кораблей и судов простаивала у причалов. В 1998 году из примерно тысячи кораблей и катеров из-за отсутствия топлива и запчастей на службу выходило 27—30. В 1-й Краснознамённой дивизии пограничных сторожевых кораблей Северо-Восточного регионального управления ФПС России (бывшего Северо-Восточного пограничного округа), к примеру, в 1999 году имелось только три корабля, нёсших службу.

## Директора ФПС
Директора Федеральной пограничной службы России — Главнокомандующие пограничными войсками Российской Федерации с 1993 по 2003 год:
- генерал-полковник, с 1995 генерал армии Николаев Андрей Иванович (30.12.1993 — 19.12.1997);
- генерал-полковник Тымко Александр Иванович (и. о. директора ФПС России 19.12.1997 — 26.01.1998);
- генерал-полковник Бордюжа Николай Николаевич (26.01.1998 — 14.09.1998);
- генерал-полковник, с 2003 генерал армии Тоцкий Константин Васильевич (16.09.1998 — 11.03.2003);
- генерал-полковник, с 2005 генерал армии Проничев Владимир Егорович (и. о. директора ФПС России 11.03.2003 — 01.07.2003).

## Начальники Главного штаба
Первые заместители директора ФПС России — Начальники Главного штаба (до 1995 г. — штаба) ФПС России:
- Тымко Александр Иванович (1993—1999);
- Резниченко Николай Семёнович (1999—2003).